# Slag bij Cellorigo (883)
De Slag bij Cellorigo vond plaats in 883 tussen het Omajjadische emiraat Córdoba en het christelijke koninkrijk Asturië De slag vond plaats aan het kasteel van Cellorigo en het omliggende platteland.

## Achtergrond
In 882, tijdens de eerste Slag om Cellorigo, werden de heerser van Banu Qasi Mohammad ibn Lubb al-Qasawi en Al-Mundhir van Córdoba, de zoon van de Omajjadische emir Mohammed I van Córdoba, door Vela Jiménez uit het kasteel van Cellorigo verdreven.
Een jaar later, in 883 verzamelde Al-Mundhir een leger onder het bevel van de generaals Almonder en Abuhalit. Nadat hij de muren van Zaragoza had doorbroken en de stad Villamayor de Monjardín en andere steden van Navarra had geplunderd, vertrok hij om het bergpaskasteel van Cellorigo in te nemen.

## Strijd
De resultaten van de tweede campagne waren slechter dan de vorige poging. Nadat hij aanvankelijk was afgeslagen door de verdedigers van Cellorigo, probeerde Al-Mundhir een tweede aanval uit te voeren op het kasteel van Pancorbo en een andere op Castrojeriz. Beide pogingen waren een complete mislukking. Verder resulteerden de aanvallen in een groot verlies aan mensenlevens voor de moslimkant. Vernederd stuurde Al-Mundhir een gezant naar koning Alfonso III van Asturië om vrede te eisen.